# Andrzej Włodzimierz Chyczewski
Andrzej Włodzimierz Chyczewski ps. Gustaw (ur. 1 grudnia 1913 w Raciążu, zm. 29 grudnia 1984 w Melbourne) – porucznik Wojska Polskiego, oficer Armii Krajowej, powstaniec warszawski (dowódca kompanii "Gustaw").

## Życiorys
Syn Jana i Marii. 
We wrześniu 1939 r. walczył jako oficer 70 pułku piechoty w ramach Armii Poznań. Od 1939 r. w konspiracji, od marca 1944 oficer broni Armii Krajowej na warszawskiej Ochocie. W czasie powstania warszawskiego brał udział w ciężkich walkach na czele kompanii „Gustaw” m.in. w rejonie ul. Kaliskiej, a także o koszary przy ul. Podchorążych. W nocy z 9 na 10.08.1944 przebił się ze swoją kompanią do Lasów Sękocińskich, gdzie przyłączył się do oddziałów Mieczysława Sokołowskiego. Całe zgrupowanie wróciło wkrótce na pomoc walczącej Warszawie.
Po nieudanej próbie ewakuacji kanałami do Śródmieścia wrócił na Mokotów, gdzie dostał się do niemieckiej niewoli. Trafił do Stalagu X B Sandbostel, a po wojnie wyemigrował do Australii. W sierpniu 1973 r. odwiedził Warszawę. 